# Pedasong
Pedasong is een bestuurslaag in het regentschap Cilacap van de provincie Midden-Java, Indonesië. Pedasong telt 1489 inwoners (volkstelling 2010).